# Чендлер, Уилсон
Уилсон Чендлер (англ. Wilson Chandler; род. 10 мая 1987 года, Бентон-Харбор, штат Мичиган, США) — американский баскетболист, выступающий за китайский клуб «Чжэцзян Лайонс».

## Карьера в колледже
В начале 2004 года у Чендлера был выбор между обучением в Университете штата Мичиган, Огайо, Индиана, Пердью и Университетом Дайтоны, но в итоге выбрал Университет Де Поля. В свой первый сезон в Де Поле он набирал в среднем 10.6 очков и 7.2 подборов за игру. 30 ноября 2005 года в игре против Крейтонского университета он набрал 17 очков, 8 подборов и 4 блока. 10 сентября 2005 года Чендлер повторил рекорд для новичков, сделав 16 подборов, так же как и Квентин Ричардсон в 1999 году. В этом сезоне он был дважды назван новичком недели в конференции. Уилсон 4 раза набирал 20 и более очков за игру, с рекордом 26 очков. В своём втором сезоне он в среднем набирал 14.7 очков, 6.9 подборов и 1.4 блок-шотов за игру. Он выпустился из колледжа установив рекорд Де Поля по набранным блок-шотам, за всю карьеру набрав 86.

## Профессиональная карьера

### Нью-Йорк Никс
В апреле 2007 года после тщательного обдумывания Уилсон выставил свою кандидатуру на Драфт НБА 2007 года. Перед драфтом он нанял Криса Грира в качестве своего агента. «Нью-Йорк Никс» разговаривал с агентом Чендлера и сказал ему, что они были заинтересованы в нём. У генерального менеджера «Никс» Айзея Томаса были очень хорошие связи с Университетом Де Поля и он знал Чендлера, наблюдая за его игрой в колледже. 28 июня 2007 года Уилсон был выбран под 23-м номером на драфте НБА 2007 года командой «Нью-Йорк Никс». Чендлер провёл большую часть сезона, выходя со скамейки, но в конце концов главный тренер команды Айзея Томас поставил его в стартовый состав. В своём первом матче 13 ноября 2007 года 20-летний Уилсон набрал 8 очков, 2 подбора и 1 перехват. Его лучшая игра состоялась 6 апреля 2008 года, в игре против «Орландо Мэджик» он набрал 23 очка. В дебютном сезоне его средние показатели были 7.3 очка за игру. В своём втором сезоне уже под руководством Майка Д’Антони роль Чендлера в команде увеличилась, и он смог улучшить свою статистику практически по каждому показателю. Он завершил сезон в среднем набирая 14.4 очка и 5.4 подбора за игру. Уилсона прорвало в игре против «Торонто Рэпторс», забив 32 очка 12 из 23 с игры, в том числе и 6 из 10 с линии трёхочковой. В 2009 году Чендлер был выбран для участия в Матче новичков НБА, где он набрал больше всех поборов в своей команде вместе с Кевином Дюрантом. Несмотря на солидную игру Чендлера, «Никс» закончил сезон с показателем побед и поражений 32—50 и не попал в плей-офф. в следующем сезоне Уилсон снова улучшил свои показатели, набирая 15.3 очка, 5.4 подбора и 2.1 передачи, однако ухудшил процент попадания трёхочковых бросков. В этом году он провёл лишь 65 матчей из-за травмы. 11 ноября 2011 года в проигранном матче с «Голден Стэйт Уорриорз», бывший товарищ по команде Дэвид Ли случайно выбил ему передний зуб. Просидев несколько минут на скамейке запасных Чендлер вернулся в игру и закончил её, набрав 27 очков и 3 блок-шота. 9 февраля 2010 года Уилсон установил новый рекорд карьеры, набрав в игре с «Сакраменто Кингз» 35 очков, но «Никс» проиграли 118—114. Чендлер помогал Нэйту Робинсону в Конкурсе по броскам сверху в рамках Всезвёздного уикенда НБА. «Нью-Йорк Никс» снова закончила сезон с плохими показателями 29-53, вследствие чего пропустили плей-офф. В межсезонье «Никс» пошёл на перестановки в клубе, в частности был продан Трэйси Макгрэди, чтобы освободить зарплатную ведомость и построить команду вокруг молодых талантов. Также был подписан Амаре Стадемайр. 27 октября 2010 года в дебютной игре сезона Чендлер набрал 22 очка. 6 января 2011 года генеральный менеджер «Нью-Йорк Никс» Донни Уолш заявил о намерении подписать долгосрочный контракт с Уилсоном. Это был лучший сезон Чендлера в «Никс», Майк Д’Антони назначил его на роль шестого игрока. Уилсон мог сыграть на разных позициях, от второго до четвёртого номера. В начале сезона Чендлер был лучшим в команде по блок-шотам. Его лучшая игра была 4 января 2011 года в матче против «Сан-Антонио Спёрс», Уилсон набрал 31 очко. В то время «Спёрс» была лучшая команда лиги и «Нью-Йорк» легко разобрался с ней.

### Денвер Наггетс
22 февраля 2011 года Чендлер был обменян в «Денвер Наггетс» в ходе трёхсторонней сделки, в которой также участвовал «Миннесота Тимбервулвз» и отправленный в «Нью-Йорк Никс» Кармело Энтони. Уилсон сразу же в своём дебютном матче набрал 16 очков, в том числе и 8 ключевых очков в 4-й четверти в матче против «Бостон Селтикс». В «Денвере» ему пришлось адаптироваться к более открытой игре в атаке. «Наггетс» с Чендлером и его бывшими партнёрами по «Никс» Данило Галлинари и Рэймондом Фелтоном был одной из самых взрывных команд НБА. В итоге «Денвер» без Кармело сыграл лучше, одержав 52 победы и 32 поражения и вышли в плей-офф. 23 марта 2011 года в победной игре против «Сан-Антонио Спёрс» Уилсон Чендлер играл с вывихом лодыжки и закончил матч, сделав 6 блок-шотов. Хотя набрав лишь 8 очков, он забил за 29.3 секунд до конца четвёртой четверти с линии штрафного броска победные 2 очка. Свой первый матч в плей-офф пришёлся против «Оклахома-Сити Тандер» во главе с Кевином Дюрантом, в котором Чендлер набрал 9 очков и 8 подборов. В среднем в плей-офф он набирал 4.8 очка за 23 минуты за игру. «Наггетс» был бит в пяти матчах.

### Локаут НБА 2011 года и Китай
В августе 2011 года, в разгар локаута в НБА, Чендлер подписал контракт с клубом Китайской баскетбольной ассоциации «Чжэцзян Лайонс». О своём решении Уилсон сказал: «Может быть я потеряю, но я думаю, что может быть большим опытом. Я не был на переговорах (по коллективному договору). Я не могу требовать это. В конце концов я просто рискую.» Если бы Чендлер не подписал контракт с китайским клубом, то он бы стал ограниченно свободным агентом. Чтобы удержать Уилсона «Чжэцзян Лайонс» пытались подписать Эрла Кларка, но Кларк покинул команду по семейным обстоятельствам. Также они пытались подписать Тайсона Чендлера, но отклонил предложение команды. В своём дебютном матче Чендлер набрал 43 очка, 22 подбора и 4 результативные передачи за 50 минут. С помощью Уилсона «Лионс» вышли в плей-офф. К сожалению, он не смог принять участие в плей-офф, и как следствие, «Чжэцзян» проиграл в первом же раунде.

### Возвращение в Денвер и в НБА
После вылета «Чжэцзян» из плей-офф, Чендлер смог вернуться в НБА. 18 марта 2012 года Уилсон подписал пятилетний контракт на сумму $37 млн с «Денвер Наггетс».

## Статистика

### Статистика в НБА
| Сезон                                                                                    | Команда     | Регулярный сезон | Регулярный сезон | Регулярный сезон | Регулярный сезон | Регулярный сезон | Регулярный сезон | Регулярный сезон | Регулярный сезон | Регулярный сезон | Регулярный сезон | Регулярный сезон | Серия плей-офф | Серия плей-офф | Серия плей-офф | Серия плей-офф | Серия плей-офф | Серия плей-офф | Серия плей-офф | Серия плей-офф | Серия плей-офф | Серия плей-офф | Серия плей-офф |
| Сезон                                                                                    | Команда     | GP               | GS               | MPG              | FG%              | 3P%              | FT%              | RPG              | APG              | SPG              | BPG              | PPG              | GP             | GS             | MPG            | FG%            | 3P%            | FT%            | RPG            | APG            | SPG            | BPG            | PPG            |
| ---------------------------------------------------------------------------------------- | ----------- | ---------------- | ---------------- | ---------------- | ---------------- | ---------------- | ---------------- | ---------------- | ---------------- | ---------------- | ---------------- | ---------------- | -------------- | -------------- | -------------- | -------------- | -------------- | -------------- | -------------- | -------------- | -------------- | -------------- | -------------- |
| 2007/08                                                                                  | Нью-Йорк    | 35               | 16               | 19,6             | 43,8             | 30,0             | 63,0             | 3,6              | 0,9              | 0,4              | 0,5              | 7,3              | Не участвовал  | Не участвовал  | Не участвовал  | Не участвовал  | Не участвовал  | Не участвовал  | Не участвовал  | Не участвовал  | Не участвовал  | Не участвовал  | Не участвовал  |
| 2008/09                                                                                  | Нью-Йорк    | 82               | 70               | 33,4             | 43,2             | 32,8             | 79,5             | 5,4              | 2,1              | 0,9              | 0,9              | 14,4             | Не участвовал  | Не участвовал  | Не участвовал  | Не участвовал  | Не участвовал  | Не участвовал  | Не участвовал  | Не участвовал  | Не участвовал  | Не участвовал  | Не участвовал  |
| 2009/10                                                                                  | Нью-Йорк    | 65               | 64               | 35,7             | 47,9             | 26,7             | 80,6             | 5,4              | 2,1              | 0,7              | 0,8              | 15,3             | Не участвовал  | Не участвовал  | Не участвовал  | Не участвовал  | Не участвовал  | Не участвовал  | Не участвовал  | Не участвовал  | Не участвовал  | Не участвовал  | Не участвовал  |
| 2010/11                                                                                  | Нью-Йорк    | 51               | 30               | 34,5             | 46,1             | 35,1             | 80,7             | 5,9              | 1,7              | 0,7              | 1,4              | 16,4             | Не участвовал  | Не участвовал  | Не участвовал  | Не участвовал  | Не участвовал  | Не участвовал  | Не участвовал  | Не участвовал  | Не участвовал  | Не участвовал  | Не участвовал  |
| 2010/11                                                                                  | Денвер      | 21               | 19               | 30,6             | 41,9             | 34,7             | 81,0             | 5,0              | 1,6              | 0,7              | 1,1              | 12,5             | 5              | 2              | 23,0           | 27,6           | 14,3           | 77,8           | 4,4            | 0,4            | 0,6            | 0,8            | 4,8            |
| 2011/12                                                                                  | Денвер      | 8                | 6                | 26,8             | 39,2             | 25,0             | 83,3             | 5,1              | 2,1              | 0,8              | 0,8              | 9,4              | Не участвовал  | Не участвовал  | Не участвовал  | Не участвовал  | Не участвовал  | Не участвовал  | Не участвовал  | Не участвовал  | Не участвовал  | Не участвовал  | Не участвовал  |
| 2012/13                                                                                  | Денвер      | 43               | 8                | 25,1             | 46,2             | 41,3             | 79,3             | 5,1              | 1,3              | 1,0              | 0,3              | 13,0             | 6              | 6              | 34,2           | 35,5           | 31,0           | 75,0           | 5,5            | 1,3            | 1,3            | 0,5            | 12,0           |
| 2013/14                                                                                  | Денвер      | 62               | 55               | 31,1             | 41,6             | 34,8             | 72,4             | 4,7              | 1,8              | 0,7              | 0,5              | 13,6             | Не участвовал  | Не участвовал  | Не участвовал  | Не участвовал  | Не участвовал  | Не участвовал  | Не участвовал  | Не участвовал  | Не участвовал  | Не участвовал  | Не участвовал  |
| 2014/15                                                                                  | Денвер      | 78               | 75               | 31,7             | 42,9             | 34,2             | 77,5             | 6,1              | 1,7              | 0,7              | 0,4              | 13,9             | Не участвовал  | Не участвовал  | Не участвовал  | Не участвовал  | Не участвовал  | Не участвовал  | Не участвовал  | Не участвовал  | Не участвовал  | Не участвовал  | Не участвовал  |
| 2016/17                                                                                  | Денвер      | 71               | 33               | 30,9             | 46,1             | 33,7             | 72,7             | 6,5              | 2,0              | 0,7              | 0,4              | 15,7             | Не участвовал  | Не участвовал  | Не участвовал  | Не участвовал  | Не участвовал  | Не участвовал  | Не участвовал  | Не участвовал  | Не участвовал  | Не участвовал  | Не участвовал  |
| 2017/18                                                                                  | Денвер      | 74               | 71               | 31,7             | 44,5             | 35,8             | 77,2             | 5,4              | 2,1              | 0,6              | 0,5              | 10,0             | Не участвовал  | Не участвовал  | Не участвовал  | Не участвовал  | Не участвовал  | Не участвовал  | Не участвовал  | Не участвовал  | Не участвовал  | Не участвовал  | Не участвовал  |
| 2018/19                                                                                  | Филадельфия | 36               | 32               | 26,4             | 44,0             | 39,0             | 72,2             | 4,7              | 2,0              | 0,6              | 0,5              | 6,7              | Не участвовал  | Не участвовал  | Не участвовал  | Не участвовал  | Не участвовал  | Не участвовал  | Не участвовал  | Не участвовал  | Не участвовал  | Не участвовал  | Не участвовал  |
| 2018/19                                                                                  | Клипперс    | 15               | 1                | 15,0             | 34,8             | 32,5             | 71,4             | 3,1              | 0,7              | 0,2              | 0,2              | 4,3              | 4              | 0              | 13,1           | 31,3           | 10,0           | 100,0          | 1,5            | 0,5            | 0,5            | 0,0            | 3,8            |
| 2019/20                                                                                  | Бруклин     | 35               | 3                | 21,0             | 40,4             | 30,6             | 87,0             | 4,2              | 1,1              | 0,5              | 0,3              | 5,9              | Не участвовал  | Не участвовал  | Не участвовал  | Не участвовал  | Не участвовал  | Не участвовал  | Не участвовал  | Не участвовал  | Не участвовал  | Не участвовал  | Не участвовал  |
|                                                                                          | Всего       | 676              | 483              | 30,0             | 44,3             | 34,1             | 77,0             | 5,3              | 1,8              | 0,7              | 0,6              | 12,5             | 15             | 8              | 24,8           | 33,1           | 23,9           | 80,0           | 4,1            | 0,8            | 0,9            | 0,5            | 7,4            |
| Наведите курсор мыши на аббревиатуры в заголовке таблицы, чтобы прочесть их расшифровку. |             |                  |                  |                  |                  |                  |                  |                  |                  |                  |                  |                  |                |                |                |                |                |                |                |                |                |                |                |

### Статистика в колледже
| Сезон                                                                                   | Команда | GP | GS | MPG  | FG%  | 3P%  | FT%  | RPG | APG | SPG | BPG | PPG  |  |
| --------------------------------------------------------------------------------------- | ------- | -- | -- | ---- | ---- | ---- | ---- | --- | --- | --- | --- | ---- |  |
| 2005/06                                                                                 | Де Поль | 25 | 20 | 30,2 | 43,6 | 21,1 | 66,7 | 7,2 | 1,0 | 0,8 | 1,6 | 10,6 |  |
| 2006/07                                                                                 | Де Поль | 34 | 32 | 31,7 | 45,0 | 33,3 | 65,4 | 6,9 | 1,4 | 0,6 | 1,4 | 14,6 |  |
|                                                                                         | Всего   | 59 | 52 | 31,1 | 44,5 | 30,3 | 65,9 | 7,1 | 1,2 | 0,7 | 1,5 | 12,9 |  |
| Наведите курсор мыши на аббревиатуры в заголовке таблицы, чтобы прочесть их расшифровку |         |    |    |      |      |      |      |     |     |     |     |      |  |

### Статистика в других лигах
| Сезон | Команда        | Лига  | GP | GS | MPG  | FG%  | 3P%  | FT%  | RPG  | APG | SPG | BPG | PFL | TOV | PPG  |
| --- | -------------- | ----- | -- | -- | ---- | ---- | ---- | ---- | ---- | --- | --- | --- | --- | --- | ---- |
| 2011/12 | Чжэцзян Лайонс | КБА   | 32 | 29 | 34,9 | 45,7 | 29,1 | 76,3 | 11,6 | 2,3 | 1,4 | 0,8 | 2,0 | 2,3 | 26,6 |
| 2020/21 | Чжэцзян Лайонс | КБА   | 3  | 0  | 21,0 | 41,5 | 34,8 | 66,7 | 7,7  | 1,7 | 1,0 | 0,7 | 2,0 | 1,7 | 15,3 |
| Всего | Всего          | Всего | 35 | 29 | 33,7 | 45,5 | 29,8 | 76,0 | 11,2 | 2,2 | 1,4 | 0,8 | 2,0 | 2,2 | 25,7 |
| Наведите курсор мыши на аббревиатуры в заголовке таблицы, чтобы прочесть их расшифровку Статистика приведена с сайта basketball.realgm.com |                |       |    |    |      |      |      |      |      |     |     |     |     |     |      |